# Screaming Trees
Screaming Trees fue una banda de rock alternativo estadounidense, usualmente considerada como parte del movimiento grunge, creada a mediados de los años '80 en Ellensburg, ciudad cercana a Seattle, conformada por el cantante Mark Lanegan, el guitarrista Gary Lee Conner, el bajista Van Conner (hermano de Gary), y el batería Mark Pickerel.

## Historia
Screaming Trees se crea cuando unos compañeros de instituto deciden reunirse para tocar juntos después de fallidos intentos anteriores con otros grupos. Van Conner (bajista) constantemente decía que el nombre provenía de un pedal de distorsión para guitarras, pero en realidad fue casualidad, ya que primero consideraron llamarse "Screaming Freaks". Al poco de su formación graban su primer EP, Other Worlds, publicado en SST Records, pero que salió a la venta después de su primer LP, titulado Clairvoyance y distribuido por Velvetone Records en 1986.
Un año después publican su segundo LP, Even If And Especially When, de nuevo con SST Records en la distribución debido a que el productor de sus anteriores trabajos, Steven Fisk, les había conseguido un nuevo contrato en dicha discográfica.
Es entonces cuando la banda se dedica a dar conciertos alrededor de los EE. UU., hecho que significó el relanzamiento de su primer EP junto con su tercer disco, Invisible Lantern, ambos publicados en 1988.
Después de la publicación de Buzz Factory en 1989 su contrato con SST expira, pasándose de esta manera a la compañía discográfica estandarte del movimiento grunge en Seattle, Sub Pop. En ella publican su segundo EP, llamado Change Has Come, al año siguiente.
Debido a disputas dentro de la banda, cada integrante se dedica a realizar proyectos paralelos durante el año 1990: Mark Lanegan publica su primer álbum solista, The Winding Sheet, con colaboraciones de Kurt Cobain y Krist Novoselic, mientras que los hermanos Conner forman bandas distintas, Solomon Grundy (Van) y Purple Outside (Gary), cuyo único disco fue Mystery Lane.
Una vez superadas las diferencias en el seno del grupo, aparece Uncle Anesthesia, quinto LP de la banda americana que aparece por Epic Records y coproducido por Chris Cornell, líder de Soundgarden. Mientras tanto, SST publica un recopilatorio de su etapa en la discográfica. Cabe destacar que después de la publicación del LP, Mark Pickerel abandona la banda siendo sustituido por Barrett Martin para la grabación de su siguiente disco, Sweet Oblivion en 1992. Este disco logró sacar del anonimato en el que estaba sumido el grupo gracias a canciones como "Nearly Lost You" o "Shadow of the Season", llegando a vender más de 300.000 copias. Después de la gira de presentación del CD, el grupo se tomaría un descanso, durante el cual Lanegan aprovecharía para grabar su segundo álbum solista, Whiskey for the Holy Ghost en 1994, y Martin colaboraría con el supergrupo Mad Season, con los que también colaboraría Lanegan.
En 1996 se edita el que sería su último álbum. Titulado como Dust, no logró las ventas esperadas por la discográfica a pesar de la participación de la banda en el festival Lollapalooza. En aquella época se incorporó a la formación el exguitarrista de Kyuss y líder de Queens Of The Stone Age, Josh Homme.
Después de la gira correspondiente a la presentación de Dust, el grupo se tomó otro descanso, durante el cual Lanegan grabó su tercer LP solista. Una vez terminado el descanso la banda se metió en el estudio para grabar diversas canciones e intentar así atraer a alguna discográfica, debido a que Epic Records decidió romper el contrato que tenía con el grupo debido a las deplorables ventas de Dust. Sin embargo, ninguna compañía se interesó en la formación, provocando su desaparición a comienzos del año 2000.
El 22 de Febrero del año 2022 Mark Lanegan falleció por causas relacionadas al COVID 19, en su residencia en Killarney (Irlanda), a los 57 años.

## Etapa post-Screaming Trees
Después de la disolución de la banda, Lanegan grabó varios discos solistas bastante aclamados entre el público debido al cariz blues que tomaban sus composiciones, participó en grabaciones de Queens of the Stone Age (Rated R) y También junto a Greg Dulli (ex Afghan Whigs) conformarían la banda "The Gutter Twins" el año 2008 publicarían su primer disco.
Por su parte, Van Conner fundaría VALIS, con la que grabaría cuatro álbumes sin demasiada acogida de la gente.

## Miembros

### Miembros de la formación final
- Mark Lanegan - Voz (1985-2000)
- Gary Lee Conner - Guitarra (1985-2000)
- Van Conner - Bajo (1985-2000)
- Barrett Martin - Batería (1991-2000)

### Antiguos miembros
- Mark Pickerel - Batería (1985-1991)

## Discografía

### EP
- Other Worlds - Velvetone Records 1985
- Beat Happening/Screaming Trees - Homestead Records 1988
- Change Has Come - Sub Pop 1990
- Something About Today - Epic Records 1990

### LP
- Clairvoyance - Velvetone Records 1986
- Even If and Especially When - SST Records 1987
- Invisible Lantern - SST Records 1988
- Buzz Factory - SST Records 1989
- Uncle Anesthesia - Epic Records 1991
- Sweet Oblivion - Epic Records 1992
- Dust - Epic Records 1996
- Last Words: The Final Recordings - 2011

### Recopilatorios
- Anthology: SST Years 1985-1989 - SST Records 1991
- Nearly Lost You - Sony 2001
- Ocean of Confusion: Songs of Screaming Trees - Epic Records 2005